# Marshall (Wisconsin)
Marshall é uma vila localizada no estado norte-americano de Wisconsin, no Condado de Dane.

## Demografia
Segundo o censo norte-americano de 2000, a sua população era de 3432 habitantes.
Em 2006, foi estimada uma população de 3583, um aumento de 151 (4.4%).

## Geografia
De acordo com o United States Census Bureau tem uma área de
4,6 km², dos quais 4,4 km² cobertos por terra e 0,2 km² cobertos por água. Marshall localiza-se a aproximadamente 285 m acima do nível do mar.

## Localidades na vizinhança
O diagrama seguinte representa as localidades num raio de 16 km ao redor de Marshall.